# 2000년 피지 쿠데타

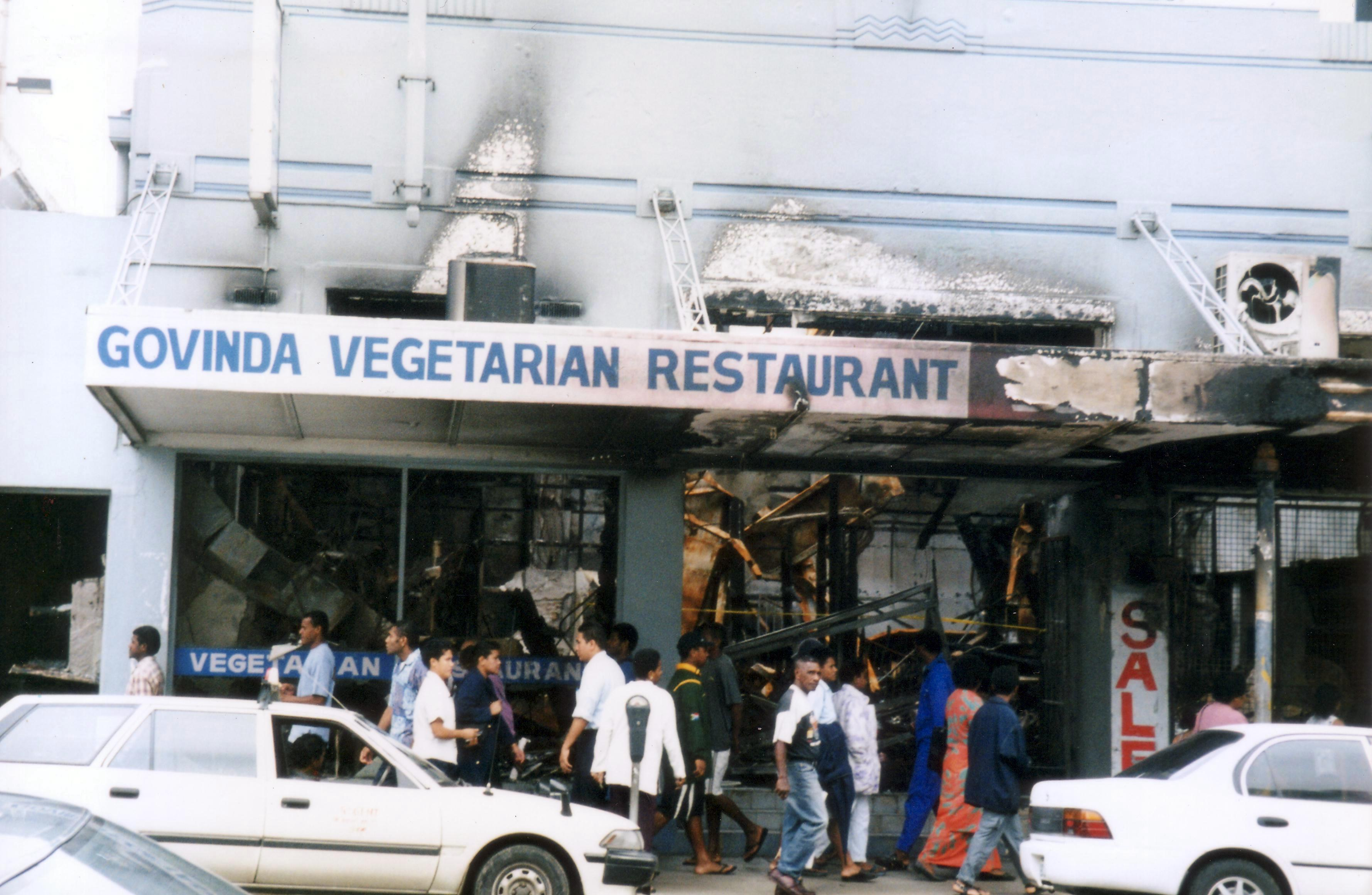
수바에 있는 고빈다스 레스토랑의 불타버린 잔해. 5월 19일 수바의 중심 비즈니스 지구에서 100개 이상의 상점과 사업체가 약탈당했다.

2000년 피지 쿠데타(2000 Fijian coup d'état)는 2000년 5월 19일 선출된 인도-피지 총리 마헨드라 초드리(Mahendra Chaudhry) 정부에 맞서 강경파 이-타우케이(피지 민족) 민족주의자들이 일으킨 민간 쿠데타이다. 5월 27일 라투 대통령 카미세세 마라가 행정권을 주장했고, 5월 29일 피지 공화국군 사령관 프랭크 음베이니마라마 제독이 군사 쿠데타를 일으켰다.
쿠데타로 인해 선출된 정부가 축출되고 초세파 일로일로(Josef Iloilo)가 이끄는 임시 정권이 정권을 교체하게 되었다. 2001년 3월 피지 항소법원은 쿠데타와 임시정권이 불법이라고 판결했다. 2001년 피지 총선을 통해 선출된 정부가 마침내 복원되었다.
쿠데타를 주도한 조지 스페이트(George Speight)는 반역죄로 유죄판결을 받고 사형을 선고받았다. 형은 무기징역으로 감형됐다.